# Allemant, Aisne
Allemant är en kommun i departementet Aisne i regionen Hauts-de-France i norra Frankrike. Kommunen ligger  i kantonen Vailly-sur-Aisne som ligger i arrondissementet Soissons. År 2022 hade Allemant 166 invånare. 
Allemant ligger ungefär 10 kilometer nordost om Soissons och 15 kilometer sydväst om Laon.

## Befolkningsutveckling
Antalet invånare i kommunen Allemant
Referens: INSEE